# Шмельцер, Норберт
Норберт Шмельцер (нидерл. Wilhelm Klaus Norbert Schmelzer; 22 марта 1921, Роттердам, Южная Голландия — 14 ноября 2008, Санкт-Ингберт, Саар) — нидерландский политический деятель, министр иностранных дел (1971—1973).

## Биография
В 1947 году окончил экономический факультет Университета Тилбурга. Во время Второй Мировой войны участвовал в голландском студенческом сопротивлении.
В 1950-х годах — в аппарате министерства экономики.
В 1956—1959 годах — статс-секретарь в министерстве внутренних дел.
В 1959 и в 1963—1971 годах — депутат палаты представителей нидерландского парламента.
в 1959—1963 годах — статс-секретарь Министерства по общим вопросам.
В 1963—1966 годах — председатель фракции Католической народной партии.
В 1971 году — депутат Сената.
В 1971—1973 годах — министр иностранных дел Нидерландов.
С 1973 года — в отставке.
С 1 января 2002 года — член Консультативного совета по международным делам.